# Berger Illés
Berger Illés (Breznóbánya, 1562 – Szakolca, 1644. október 16.) magyar királyi történetíró.

## Élete
Atyja Berger Péter református lelkész volt; itt kezdette meg iskolai tanulmányait, utóbb külföldre ment. 1593. március 19-én a heidelbergi főiskola anyakönyvébe jegyzi nevét. Midőn hazájába visszatért, a pozsonyi evangélikus iskolánál nyert alkalmazást; 1597-ben Trencsénben tanított; azonban rövid idő múlva elhagyta tanszékét és felekezetét is. 1600-ban már mint katolikus lép föl az irodalomban. 1604-ben Mátyás főherczeg magyar királyi historiographussá nevezte ki; már előbb királyi udvarnok lett; Mátyás őt később ausztriai nemességgel is kitüntette. Miután három éven át (1619–1621) a kamaratól nem kapván fizetést, a legnagyobb nyomornak volt kitéve, 1622 nyarán a király egy, a fiscusra szállott házat, hozzá tartozó szőlőkkel, adományozott neki Szakolcán, hol le is telepedett. 1634. október 14. II. Ferdinánd kinevezte őt az ottani harmincad igazgatójának, mely hivatalától 1644. június 10. saját kérelmére fölmentetett, mire nyugalomba vonult.

## Művei
- Rapsodiae de cruce, insignis regni Hungariae. Olmütz, 1600. (Versekben írt történelmi dolgozat.)
- Domus augustissimae Austriae columnae sidera. Viennae, 1602.
- Idyllia de virtute bellica. Pragae, 1603.
- Typus monarchiae Europae Austrio-Romanae. Uo. 1603.
- Gratulatio seren, principi ac domino d. Matthiae archiduci Austriae. Viennae, 1607.
- Cadeus, seu proba, et brevis invitatio ad comitia pia. concordia, fida, Hungariae Posoniae celebranda. Uo. 1607.
- Jubilaeus de origine, errore. restitutione s. coronae regni Hungariae. Uo. 1608.
- Oratio de laudibus Stephani Illésházy… 1609.
- Connubium Hungariae et Bohemiae. Pragae, 1611.
- Trinubium Europaeum. Francfurt, 1612.
- Symbolum sacrum et augustum decem reginarum Hungariae politice et historice expositum. H. n. 1638.

Három évvel utolsó munkájának megjelenése előtt készült el: Duplex speculum chronologicum című műve, mely azonban kéziratban maradt; hasonlóan nem látott napvilágot nagy történeti műve, mely az egész magyar történetet fölkarolta; 1614-ben kéziratából három kötet készen állott. Annyi bizonyos, hogy a munka nem jelent meg és a kézirat eddig nem került elő.
Munkáinak címlapján felváltva írta magát Berger, Perger, Bergher, sőt egyszer Berghlernek.
Bergernek Révai Péterhez intézett számos levele van a Révai-család stávnicskai levéltárában.